# Tokyo Cantat
「Tokyo Cantat」（トウキョウ・カンタート）は、東京都を中心にして行われる合唱のイベント。21世紀の合唱を考える会 合唱人集団「音楽樹」（芸術顧問：栗山文昭、代表幹事：藤井宏樹）が主催。

## 概要
日本における合唱音楽の浸透と、文化としての合唱活動の振興を目指して、1996年より毎年ゴールデンウィークに開催されている。「世界の合唱音楽を体感する」「日本の合唱文化の再確認」の2本の柱を持ち、海外で活躍する音楽家を講師に迎えてのセミナーやコンサート、邦人作曲家に焦点を当てたコンサートを行う。また、2008年より「若い指揮者のための合唱指揮コンクール」を隔年で開催し、若い才能のある指揮者を発掘し、広く紹介する活動も行っている。

## 催し
若い指揮者のための合唱指揮コンクール
2008年に第一回が開催され、その後も隔年で開催されている。予選は書類選考やビデオ審査によって行われ、最大12名が本選出場者として決定される。本選はTokyo Cantat開催期間の初日に聴衆に公開された中で行われ、 海外からの招聘講師陣が審査に当たる。本選出場者からさらにファイナル出場者が最大6名選出され、審査員による各賞の表彰のほか、聴衆による「オーディエンス賞」も授与される。本選当日にはモデル合唱団が用意され、初見演奏、リハーサル、本番演奏と、指揮・指導、あらゆる角度から総合的な力が試される。出場資格は35歳以下となっており、プロ・アマを問わない。
1～3位までの入賞者にディプロマ及び副賞、第四回大会までの1位入賞者にはノルウェー・スカラーシップ賞が授与され、Tokyo Cantat開催最終日の「クロージングコンサート」にて披露演奏を行う。ほかに部門賞として「初見演奏賞」「ルネサンス賞」「ロマン派賞」等がある。
「オーディエンス賞」は本選当日の会場で聴衆の投票により決定し、キリンのぬいぐるみが授与される。キリンは哺乳類の中で最も目の位置が高いため、高い意識、見識、視野で活動することを受賞者に期待するものである。
紅白合唱合戦
2013年以降、隔年で開催されている。初日にTokyo Cantatのオープニングコンサートとして開催。NHK「紅白歌合戦」を模しており、出演団体が紅組である女声合唱団、白組である男声合唱団に分かれて演奏合戦を行う。これまで、紅組司会は竹下景子、白組司会は辰巳琢郎が務めた。
コンサート「やまとうたの血脈（けちみゃく）」
2010年から企画・開催されているコンサート・シリーズ。日本語の美しさや日本古来の音楽、日本人の作曲家に焦点を当て、年毎のテーマに沿った内容で企画される。開催期間の中日に行われる。
クロージングコンサート
開催期間の最終日に開催され、期間中に海外からの招聘講師の直接指導を受けた合唱団の演奏が披露される。出演合唱団には一般合唱団のほか、公募により結成された合唱団も含まれる。「若い指揮者のための合唱指揮コンクール」の開催年には、同コンクール1位受賞者およびモデル合唱団による披露演奏も行われる。
公開リハーサル
クロージングコンサートに出演する合唱団の公開リハーサル。指導は招聘講師が行う。クロージングコンサートのチケットを所持していれば無料で、また、チケットがなくても所定の聴講料を払えば誰でも聴講できる。
セミナー
開催期間中に招聘講師が東京都内で行うセミナーである。1996年より毎年行われている。所定の聴講料を払えば誰でも聴講できる。
サテライトセミナー
開催期間中に招聘講師が地方都市へ出向く形で行われるセミナーである。1997年より毎年全国各地で行われている。